# 坂井郡
坂井郡為過去位於日本福井縣北部的郡，已於2006年3月20日因無所屬町村而消失。
在1879年實施郡區町村編制法時的轄區相當於現在的坂井市和蘆原市的全部地區，以及福井市的西北部地區和永平寺町的北部小部份地區。

## 歷史
過去在令制國時代屬於越前國。
在江戶時代時坂井郡內大部分地區為福井藩、丸岡藩及幕府直屬的領地，另有少部分地區屬於西尾藩和旗本。
19世紀末明治維新後，幕府領和旗本領在1871年改隸屬新設立的本保縣，其他原屬各藩的領地則在同年實施廢藩置縣後改隸屬福井縣、丸岡縣和西尾縣；不過在同年底進行的第一次府縣整併中，包括坂井郡在內位於越前國北部的區域全數被整併為新設立的福井縣，但當時的福井縣在1872年旋即更名為足羽縣。
但在1873年，坂井郡隨著足羽縣被併入敦賀縣，不過敦賀縣在1876年也遭到廢除，包括坂井郡在內，位於木芽峠以北區域被併入石川縣，直到1881年才將原本敦賀縣的轄區重新恢復設縣；不過重新設立的新縣因為縣廳設在福井，因而新縣被命名為福井縣。
1878年石川縣實施郡區町村編製法時，正式設置近代的行政區劃「坂井郡」，郡役所設在坂井港大門町（位於現在的坂井市）。

### 沿革

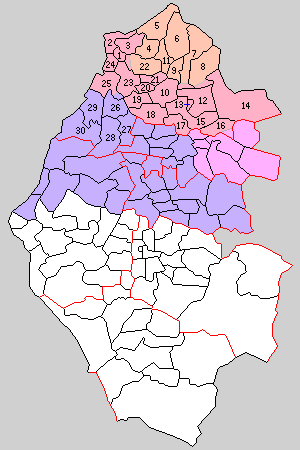
1889年坂井郡轄下的行政區劃：
1.三國町、2.雄島村、3.加戶村、4.蘆原村、5.吉崎村、6.細呂木村、7.坪江村、8.劍岳村、9.伊井村、10.東十鄉村、11.金津町、12.長畝村、13.丸岡町、14.竹田村、15.高椋村、16.鳴鹿村、17.磯部村、18.春江村、19.大石村、20.兵庫村、21.大關村、22.本莊村、23.木部村、24.新保村、25.濱四鄉村、26.鶉村、27.大安寺村、28.本鄉村、29.棗村、30.鷹巢村
（紫色：現屬福井市、橙色：現屬蘆原市、紅色：現屬坂井市、桃色：現屬吉田郡永平寺町）

- 1889年4月1日：實施町村制，坂井郡下設：三國町（日语：三国町）、雄島村（日语：雄島村）、加戶村（日语：加戸村）、蘆原村（日语：芦原町）、吉崎村（日语：北潟村）、細呂木村（日语：細呂木村）、坪江村（日语：坪江村 (福井県)）、劍岳村（日语：剣岳村）、伊井村（日语：伊井村）、東十鄉村（日语：東十郷村）、金津町（日语：金津町）、長畝村（日语：長畝村 (福井県)）、丸岡町（日语：丸岡町）、竹田村（日语：竹田村 (福井県)）、高椋村（日语：高椋村）、鳴鹿村（日语：鳴鹿村）、磯部村（日语：磯部村 (福井県)）、春江村（日语：春江町）、大石村（日语：大石村 (福井県)）、兵庫村（日语：兵庫村 (福井県)）、大關村（日语：大関村 (福井県)）、本莊村（日语：本荘村 (福井県)）、木部村（日语：木部村 (福井県)）、新保村（日语：新保村 (福井県)）、濱四鄉村（日语：浜四郷村）、鶉村（日语：鶉村 (福井県)）、大安寺村（日语：大安寺村 (福井県)）、本鄉村（日语：本郷村 (福井県坂井郡)）、棗村（日语：棗村）、鷹巢村（日语：鷹巣村 (福井県)）。（3町27村）
- 1891年4月1日：實施郡制（日语：郡制），郡役所設於三國町。
- 1897年4月1日：（3町28村）
  - 吉崎村更名為北潟村（日语：北潟村）。
  - 北潟村的吉崎地區分出成為新設立的吉崎村（日语：吉崎村）。
- 1923年4月1日：廢除郡會和郡參事會。
- 1926年7月1日：廢除郡役所，此後郡不再作為行政區劃，只作為地名的表示。
- 1935年2月11日：蘆原村改制為蘆原町（日语：芦原町）。（4町27村）
- 1942年4月3日：春江村改制為春江町（日语：春江町）。（5町26村）
- 1954年3月31日：三國町、新保村、雄島村、加戶村合併為新設立的三國町（日语：三国町）。（5町23村）
- 1954年10月5日：吉崎村、細呂木村、坪江村、伊井村、金津町合併為新設立的金津町（日语：金津町）。[5]（5町19村）
- 1955年2月15日：劍岳村被併入金津町。[5]（5町18村）
- 1955年3月30日：磯部村的部分地區被併入春江町。
- 1955年3月31日：（5町5村）
  - 長畝村、丸岡町、竹田村、高椋村、鳴鹿村、磯部村合併為新設立的丸岡町（日语：丸岡町）。
  - 鶉村、本鄉村、棗村、鷹巢村合併為川西村（日语：川西町 (福井県)）。
  - 大石村和春江町合併為新設立的春江町（日语：春江町）。
  - 蘆原町、本莊村、北潟村合併為新設立的蘆原町（日语：芦原町）。[5]
  - 東十鄉村、兵庫村、大關村合併為坂井村（日语：坂井町）。
- 1955年7月15日：蘆原町的新用、馬場地區被併入金津町，竹松、西今市、藤澤、玉江地區被併入三國町。[5]
- 1955年8月31日：金津町的坪江、川上、乗兼、堀水、里竹田地區被併入丸岡町。[5]
- 1956年9月30日：木部村被併入坂井村。（5町4村）
- 1957年1月1日：濱四郷村被廢除，部分地區被併入川西村，其餘地區與坂井村的部分地區一同被併入三國町。（5町3村）
- 1957年4月1日：大安寺村被廢除，轄區分別被併入川西村和福井市。[6]（5町2村）
- 1957年7月10日：川西村改制為川西町（日语：川西町 (福井県)）。（6町1村）
- 1960年4月1日：丸岡町的鳴鹿山鹿地區被併入吉田郡志比村。
- 1961年4月1日：坂井村改制為坂井町（日语：坂井町）。（7町）
- 1967年5月17日：川西町被併入福井市。[6]（6町）
- 2004年3月1日：蘆原町和金津町合併為蘆原市[5]，並脫離坂井郡。（4町）
- 2006年3月20日：三國町、丸岡町、春江町、坂井町合併為坂井市[7]，並脫離坂井郡；同時坂井郡因無所屬町村而消失。

### 變遷表
| 1889年4月1日             | 1889年 - 1912年             | 1912年 - 1944年             | 1945年 - 1954年            | 1955年 - 1989年            | 1955年 - 1989年            | 1955年 - 1989年            | 1989年 - 現在              | 現在                       |
| ------------------------ | --------------------------- | --------------------------- | -------------------------- | -------------------------- | -------------------------- | -------------------------- | -------------------------- | -------------------------- |
| 大安寺村                 | 大安寺村                    | 大安寺村                    | 大安寺村                   | 1957年4月1日 併入福井市    | 1957年4月1日 併入福井市    | 1957年4月1日 併入福井市    | 福井市                     | 福井市                     |
| 大安寺村                 | 大安寺村                    | 大安寺村                    | 大安寺村                   | 1957年4月1日 併入川西村    | 1957年7月10日 改制為川西町 | 1967年5月17日 併入福井市   | 福井市                     | 福井市                     |
| 鶉村                     | 鶉村                        | 鶉村                        | 鶉村                       | 1955年3月31日 合併為川西村 | 1957年7月10日 改制為川西町 | 1967年5月17日 併入福井市   | 福井市                     | 福井市                     |
| 本鄉村                   |                             |                             |                            | 1955年3月31日 合併為川西村 | 1957年7月10日 改制為川西町 | 1967年5月17日 併入福井市   | 福井市                     | 福井市                     |
| 棗村                     |                             |                             |                            | 1955年3月31日 合併為川西村 | 1957年7月10日 改制為川西町 | 1967年5月17日 併入福井市   | 福井市                     | 福井市                     |
| 鷹巢村                   |                             |                             |                            | 1955年3月31日 合併為川西村 | 1957年7月10日 改制為川西町 | 1967年5月17日 併入福井市   | 福井市                     | 福井市                     |
| 濱四鄉村                 | 濱四鄉村                    | 濱四鄉村                    | 濱四鄉村                   | 1957年1月1日 併入川西村    | 1957年7月10日 改制為川西町 | 1967年5月17日 併入福井市   | 福井市                     | 福井市                     |
| 濱四鄉村                 | 濱四鄉村                    | 濱四鄉村                    | 濱四鄉村                   | 1957年1月1日 併入三國町    | 三國町                     | 三國町                     | 2006年3月20日 合併為坂井市 | 2006年3月20日 合併為坂井市 |
| 三國町                   | 三國町                      | 三國町                      | 1954年3月31日 合併為三國町 | 1954年3月31日 合併為三國町 | 三國町                     | 三國町                     | 2006年3月20日 合併為坂井市 | 2006年3月20日 合併為坂井市 |
| 雄島村                   |                             |                             | 1954年3月31日 合併為三國町 | 1954年3月31日 合併為三國町 | 三國町                     | 三國町                     | 2006年3月20日 合併為坂井市 | 2006年3月20日 合併為坂井市 |
| 加戶村                   |                             |                             | 1954年3月31日 合併為三國町 | 1954年3月31日 合併為三國町 | 三國町                     | 三國町                     | 2006年3月20日 合併為坂井市 | 2006年3月20日 合併為坂井市 |
| 新保村                   |                             |                             | 1954年3月31日 合併為三國町 | 1954年3月31日 合併為三國町 | 三國町                     | 三國町                     | 2006年3月20日 合併為坂井市 | 2006年3月20日 合併為坂井市 |
| 長畝村                   | 長畝村                      | 長畝村                      | 長畝村                     | 1955年3月31日 合併為丸岡町 | 1955年3月31日 合併為丸岡町 | 1955年3月31日 合併為丸岡町 | 2006年3月20日 合併為坂井市 | 2006年3月20日 合併為坂井市 |
| 丸岡町                   |                             |                             |                            | 1955年3月31日 合併為丸岡町 | 1955年3月31日 合併為丸岡町 | 1955年3月31日 合併為丸岡町 | 2006年3月20日 合併為坂井市 | 2006年3月20日 合併為坂井市 |
| 竹田村                   |                             |                             |                            | 1955年3月31日 合併為丸岡町 | 1955年3月31日 合併為丸岡町 | 1955年3月31日 合併為丸岡町 | 2006年3月20日 合併為坂井市 | 2006年3月20日 合併為坂井市 |
| 高椋村                   |                             |                             |                            | 1955年3月31日 合併為丸岡町 | 1955年3月31日 合併為丸岡町 | 1955年3月31日 合併為丸岡町 | 2006年3月20日 合併為坂井市 | 2006年3月20日 合併為坂井市 |
| 鳴鹿村                   |                             |                             |                            | 1955年3月31日 合併為丸岡町 | 1955年3月31日 合併為丸岡町 | 1955年3月31日 合併為丸岡町 | 2006年3月20日 合併為坂井市 | 2006年3月20日 合併為坂井市 |
| 磯部村                   |                             |                             |                            | 1955年3月31日 合併為丸岡町 | 1955年3月31日 合併為丸岡町 | 1955年3月31日 合併為丸岡町 | 2006年3月20日 合併為坂井市 | 2006年3月20日 合併為坂井市 |
| 1955年3月30日 併入春江町 | 春江町                      | 春江町                      |                            |                            |                            |                            | 2006年3月20日 合併為坂井市 | 2006年3月20日 合併為坂井市 |
| 春江村                   | 春江村                      | 春江町                      | 1942年4月3日 改制為春江町  | 1942年4月3日 改制為春江町  | 1955年3月31日 合併為春江町 |                            | 2006年3月20日 合併為坂井市 | 2006年3月20日 合併為坂井市 |
| 大石村                   | 春江町                      | 春江町                      |                            |                            | 1955年3月31日 合併為春江町 |                            | 2006年3月20日 合併為坂井市 | 2006年3月20日 合併為坂井市 |
| 東十鄉村                 | 東十鄉村                    | 東十鄉村                    | 東十鄉村                   | 1955年3月31日 合併為坂井村 | 1961年4月1日 改制為坂井町  | 1961年4月1日 改制為坂井町  | 2006年3月20日 合併為坂井市 | 2006年3月20日 合併為坂井市 |
| 兵庫村                   |                             |                             |                            | 1955年3月31日 合併為坂井村 | 1961年4月1日 改制為坂井町  | 1961年4月1日 改制為坂井町  | 2006年3月20日 合併為坂井市 | 2006年3月20日 合併為坂井市 |
| 大關村                   |                             |                             |                            | 1955年3月31日 合併為坂井村 | 1961年4月1日 改制為坂井町  | 1961年4月1日 改制為坂井町  | 2006年3月20日 合併為坂井市 | 2006年3月20日 合併為坂井市 |
| 木部村                   | 木部村                      | 木部村                      | 木部村                     | 1956年9月30日 併入坂井村   | 1961年4月1日 改制為坂井町  | 1961年4月1日 改制為坂井町  | 2006年3月20日 合併為坂井市 | 2006年3月20日 合併為坂井市 |
| 蘆原村                   | 蘆原村                      | 1935年2月11日 改制為蘆原町  | 1935年2月11日 改制為蘆原町 | 1955年3月31日 合併為蘆原町 | 1955年3月31日 合併為蘆原町 | 1955年3月31日 合併為蘆原町 | 2004年3月1日 合併為蘆原市  | 2004年3月1日 合併為蘆原市  |
| 本莊村                   |                             |                             |                            | 1955年3月31日 合併為蘆原町 | 1955年3月31日 合併為蘆原町 | 1955年3月31日 合併為蘆原町 | 2004年3月1日 合併為蘆原市  | 2004年3月1日 合併為蘆原市  |
| 吉崎村                   | 1897年4月1日 更名為北潟村   | 1897年4月1日 更名為北潟村   | 1897年4月1日 更名為北潟村  | 1955年3月31日 合併為蘆原町 | 1955年3月31日 合併為蘆原町 | 1955年3月31日 合併為蘆原町 | 2004年3月1日 合併為蘆原市  | 2004年3月1日 合併為蘆原市  |
| 吉崎村                   | 1897年4月1日 分出設立吉崎村 | 1897年4月1日 分出設立吉崎村 | 1954年10月5日 合併為金津町 | 1954年10月5日 合併為金津町 | 金津町                     | 金津町                     | 2004年3月1日 合併為蘆原市  | 2004年3月1日 合併為蘆原市  |
| 細呂木村                 |                             |                             | 1954年10月5日 合併為金津町 | 1954年10月5日 合併為金津町 | 金津町                     | 金津町                     | 2004年3月1日 合併為蘆原市  | 2004年3月1日 合併為蘆原市  |
| 坪江村                   |                             |                             | 1954年10月5日 合併為金津町 | 1954年10月5日 合併為金津町 | 金津町                     | 金津町                     | 2004年3月1日 合併為蘆原市  | 2004年3月1日 合併為蘆原市  |
| 伊井村                   |                             |                             | 1954年10月5日 合併為金津町 | 1954年10月5日 合併為金津町 | 金津町                     | 金津町                     | 2004年3月1日 合併為蘆原市  | 2004年3月1日 合併為蘆原市  |
| 金津町                   |                             |                             | 1954年10月5日 合併為金津町 | 1954年10月5日 合併為金津町 | 金津町                     | 金津町                     | 2004年3月1日 合併為蘆原市  | 2004年3月1日 合併為蘆原市  |
| 劍岳村                   | 劍岳村                      | 劍岳村                      | 劍岳村                     | 1955年2月15日 併入金津町   | 金津町                     | 金津町                     | 2004年3月1日 合併為蘆原市  | 2004年3月1日 合併為蘆原市  |

## 註解
1. ↑  於1871年第一次設立的福井縣，與現在的福井縣沒有直接關係。
2. ↑  於1881年第二次設立的福井縣，與1871年設立的福井縣沒有直接關係。